# جون ويتني والتر
جون والتر (17 أبريل 1934 - 5 يناير 2018) كان مؤرخاً ومهندساً ورجل أعمال ومؤلفاً وسياسياً أمريكياً - فضلاً عن كونه ابن عم أول للرئيس الأمريكي دونالد ترامب. عمل في منظمة ترامب وكان نائب الرئيس التنفيذي لإدارة ترامب، وشغل منصب مؤرخ عائلة ترامب، وكان عمدة فلاور هيل الرابع عشر، نيويورك.

## الحياة المبكرة والتعليم والخدمة العسكرية
ولد جون والتر في كوينز، نيويورك، في 17 أبريل 1934، لويليام والتر وإليزابيث ترامب والتر، شقيقة فريد ترامب.
نشأ والتر خلال طفولته في هوليس، كوينز، حتى 1958، عندما انتقلت العائلة إلى 511 مانهاست وودز رود في جزء مانهاست من فلاور هيل، نيويورك. التحق بمدرسة سانت بول الثانوية في جاردن سيتي، نيويورك، إلى جانب أكاديمية الأدميرال بالارد، في كونيتيكت. حصل والتر على درجة البكالوريوس في إدارة الأعمال في 1955 من جامعة نورويتش، وحصل على درجة الماجستير في إدارة الأعمال من جامعة كولومبيا في 1960.
خدم والتر لمدة عامين في الجيش الأمريكي بين دراسته الجامعية والدراسات العليا. وتمركز في هايدلبرغ، ألمانيا، برتبة ملازم ثان.